# Where the Wild Roses Grow
Where the Wild Roses Grow – rockowa ballada australijskiego muzyka Nicka Cave’a oraz popowej piosenkarki Kylie Minogue. Wydawnictwo ukazało się w 1995 roku nakładem wytwórni Mute Records, wydana na singlu promującym album Murder Ballads. Później utwór pojawił się na albumach Kylie: Hits+, Greatest Hits 1987–1999, Ultimate Kylie i The Abbey Road Sessions.

## Lista utworów
Edycja europejska
1. „Where the Wild Roses Grow”
2. „The Ballade of Robert Moore & Betty Coltrane”

Maksi singiel
1. „Where the Wild Roses Grow”
2. „The Ballad of Robert Moore & Betty Coltrane”
3. „The Willow Garden”

Singiel 12”
1. „Where the Wild Roses Grow”
2. „The Ballad of Robert Moore & Betty Coltrane”

## Nagrody i wyróżnienia
- 1996 ARIA Awards: Single of the Year & Best Pop Release

## Pozycje na listach
| Kraj      | Lista                | Pozycja | Status      |
| --------- | -------------------- | ------- | ----------- |
| Australia | ARIA Charts          | 2       | złota płyta |
| Austria   | Ö3 Austria Top 40    | 4       | –           |
| Niemcy    | Media Control Charts | 7       | złota płyta |
| Norwegia  | VG-Lista             | 3       | –           |
| Francja   | SNEP                 | 37      | –           |